# والنتین ولفنشتاین

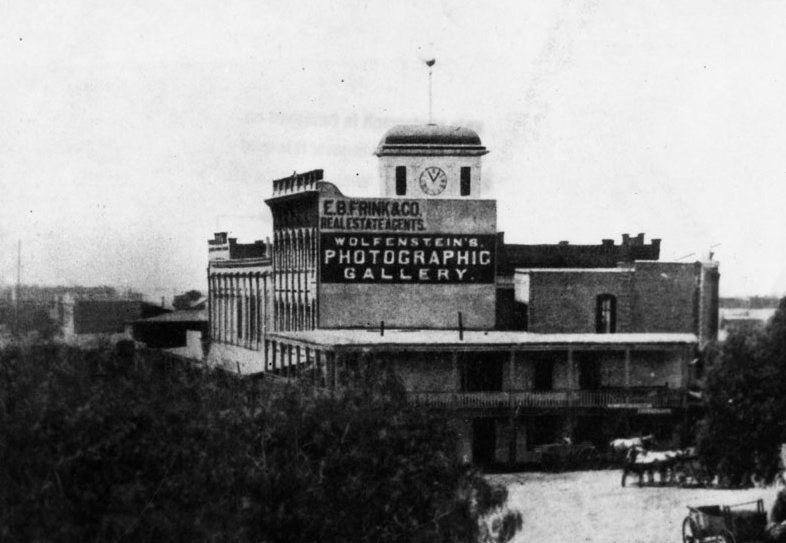
استودیوی عکاسی ولفتشتاین در خیابان مین در لس آنجلس حدود سال ۱۸۶۹

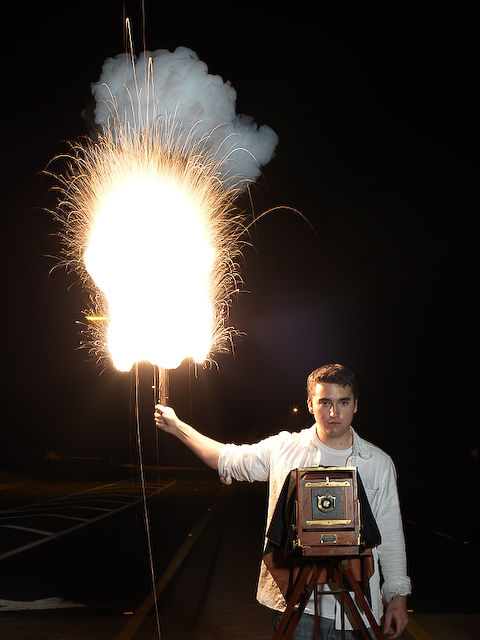
عکاسی با فلاش لامپ

والنتین ولفنشتاین (زاده:۱۹ آوریل ۱۸۴۵ –درگذشته: ۳ فوریه ۱۹۰۹) با نام کامل اوت والنتین ولفنشتاین یک عکاس سوئدی-آمریکایی بود که هم در استکهلم و هم در لس آنجلس، کالیفرنیا کار می‌کرد. او یکی از اولین عکاسانی بود که از لامپ‌های فلاش برای عکاسی استفاده کرد.
او صاحب اولین استودیوی عکاسی موفق در لس آنجلس بود که در آنجا از بسیاری از کالیفرنیایی‌های معروف دهه ۱۸۷۰ و دهه ۱۸۸۰ را عکس گرفت.
پس از بازگشت به سوئد، از ۱۸۹۰ تا ۱۹۰۵ ولفنشتاین صاحب استودیوی جاگر، یک استودیوی عکاسی رسمی برای دادگاه در استکهلم بود. او در کار خود پیشگام بود و احتمالاً اولین فرد در سوئد بود که با استفاده از فلاش صحنه‌های داخلی تئاترها را عکس گرفت.
مهارت خاصی که او به‌دست آورد، گرفتن «تصاویر شبیه به‌هم» و تکنیک نوردهی چندگانه که تصاویر یک شخص را در دو حالت مختلف ترکیب می‌کند، به عنوان مثال، نشسته و ایستاده، بود.

## اوایل زندگی
ولفنشتاین در تاریخ ۱۹ آوریل ۱۸۴۵با نام اوت والنتین ولفنشتاین در شهر فالون متولد شد. والدینش ویکتور آدولف ولفنشتاین (۱۸۱۷–۱۸۸۱) و آنا الیزابت بروستروم (۱۸۰۱–۱۸۵۱) بودند. وی در طول جنگ داخلی آمریکا به ایالات متحده مهاجرت و در ۳۱ ژانویه ۱۸۶۵ در شهر نیویورک ثبت نام کرد. پس از جنگ او به عنوان عکاس در نیوبدفورد، ماساچوست کار کرد، جایی که در سال ۱۸۶۷ یک استودیو عکاسی داشت.
او در سال ۱۸۷۱ استودیویی را در داون‌تاون لس آنجلس در طبقه دوم ساختمان نیو تمپل تأسیس کرد. او در اینجا خدمات هنری پنلون، نقاش فرانسوی را برای پرتره‌های رنگ‌آمیزی رنگ خریداری کرد. نام او همچنان در فهرست راهنمای شهر لس آنجلس در ۱۸۷۵ هنوز قرار دارد.

## اواسط زندگی
ولفنشتاین در ۲۶ فوریه ۱۸۸۴ هنگامی که در نیوبدفورد بود با فیلوپنا براون (۱۸۶۳–۱۸۸۴) ازدواج کرد. آنها در همان سال صاحب دختری شدند که فلورنتینا نام داشت. فیلوپنا بعداً در همان سال درگذشت. والنتین سپس با کلارا براون (۱۸۶۸–۱۸۹۲) ازدواج کرد. آنها دارای دو پسر شدند، رابرت (۱۸۸۹–۱۹۷۷) و والتر (۱۸۹۰- درگذشت قبل از ۱۹۰۹). در دهه ۱۸۸۰ در کارش در لس آنجلس شکست خورد به دنبال محیط‌های جدید بود و به گواتمالا و مکزیک رفت و در آنجا استودیوهای عکاسی را راه‌اندازی کرد.
وی در دهه ۱۸۹۰، مدتی پس از مرگ کلارا، به سوئد بازگشت و در استکهلم اقامت گزید. در آنجا کارمند عکاس سلطنتی یوهان جیگر در استودیوی جیگر شد. در دهه ۱۸۹۰ ولفنشتاین یک استودیوی عکاسی در پلاک ۳۳ خیابان دروتینگاتان استکهلم تأسیس کرد. هنگامی که جیگر به آلمان، کشور خود بازگشت، ولفنشتاین هر دو استودیوی او را به قیمت ۶۰۰۰۰ کرون سوئد خریداری کرد. ولفنشتاین استودیوی خود را با ۳۰ کارمند با نام اصلی خود «آتلیه جیگر» نامگذاری کرد زیرا در همان‌جا به عنوان عکاس رسمی دادگاه شهرت پیدا کرده بود.

## درگذشت
ولفنشتاین در سال ۱۹۰۵ آتلیه جیگر را فروخت و به ایالات متحده بازگشت. آلبین روزوال و هرمان سیلواندر، که استودیوهای او را خریداری کرده بودند، همان نام اصلی را برای استودیو حفظ کردند. ولفنشتاین در ۳ فوریه ۱۹۰۹ در ۶۳ سالگی در لس آنجلس درگذشت. وی در گورستان آنجلوس-روزالدیل در مرکز لس آنجلس به خاک سپرده شد.

## نگارخانه

### عکس‌ها و آثار ولفنشتاین

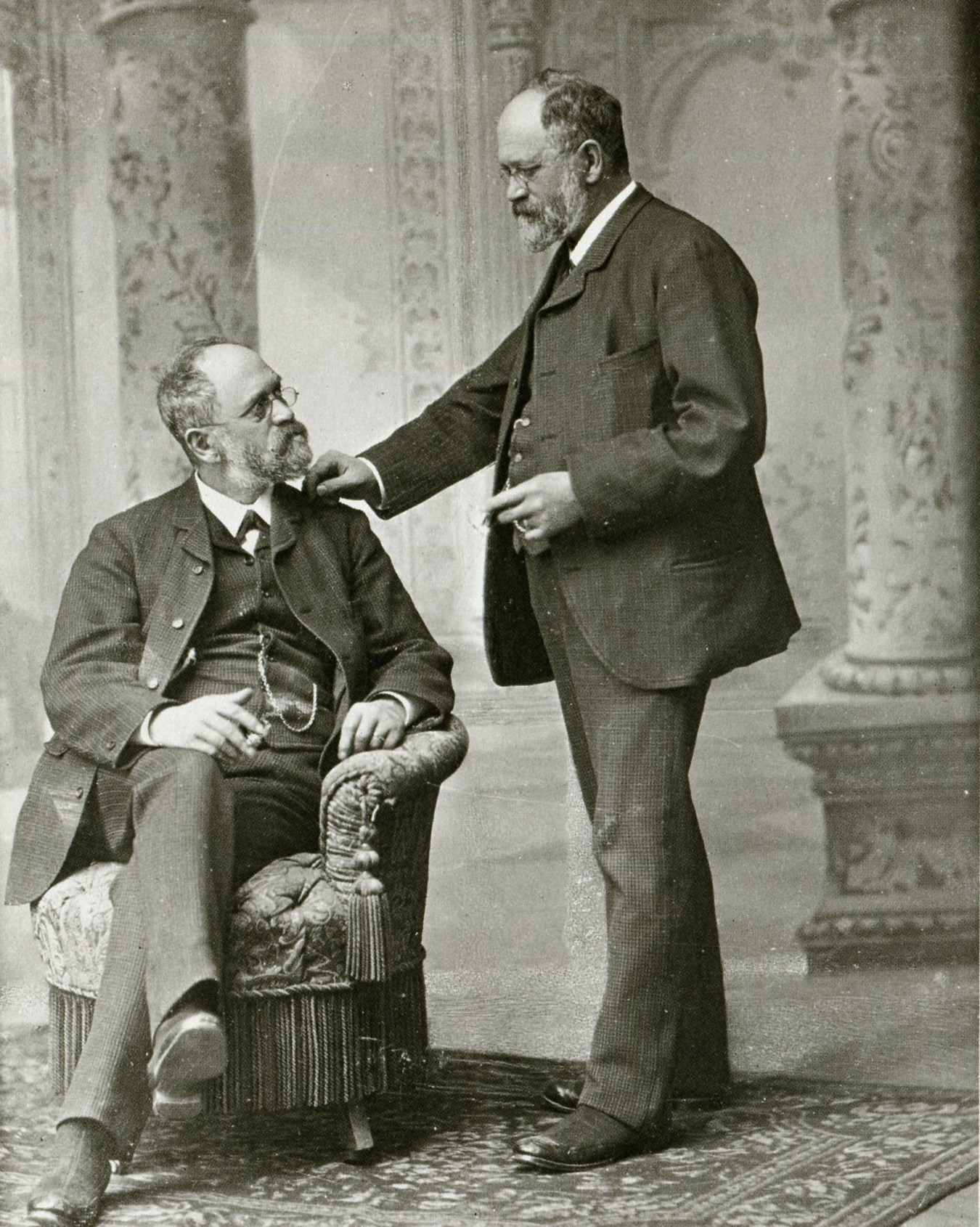
عکس شبیه بهم نشسته و ایستاده از رئیسش جان جیگر
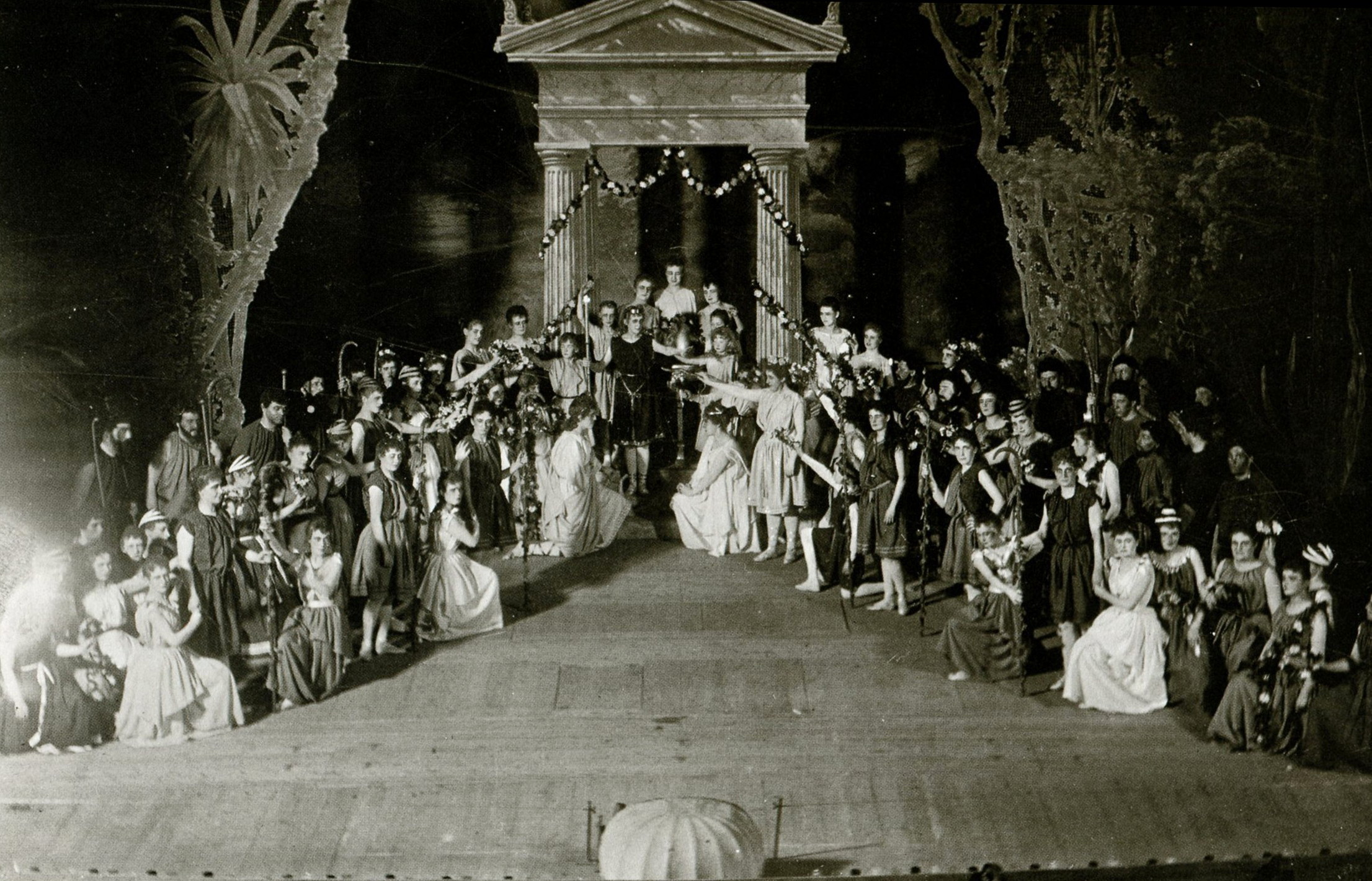
عکاسی با فلاش از صحنه‌ای در تئاتر سوئد توسط ولفنشتاین ۱۸۹۴
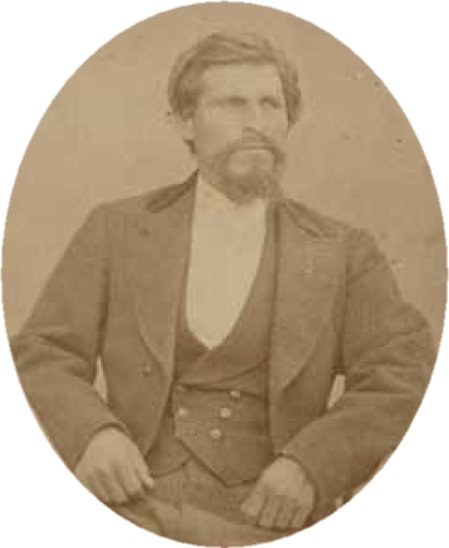
ولفنشتاین در ۱۸ مه ۱۸۷۴ این عکس را از تیبورسیو واسکز که یک خلافکار بود در پشت زندان لس آنجلس گرفت.
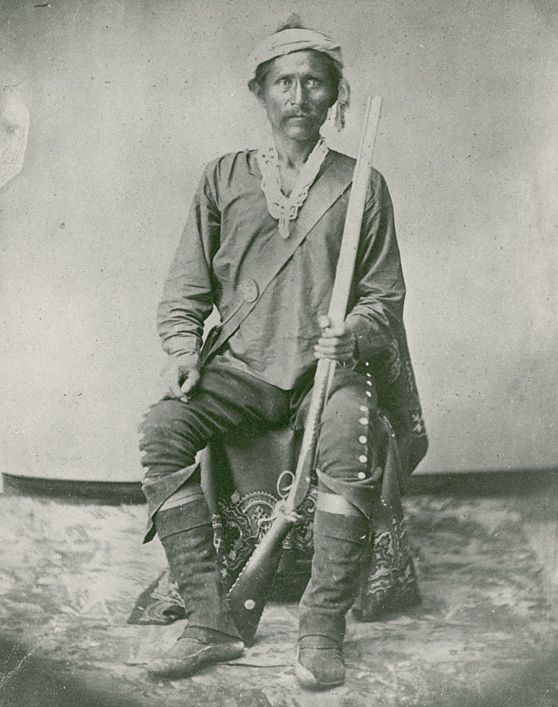
«مردی تفنگ در دست»، رئیس ناوبو باربنسیتو
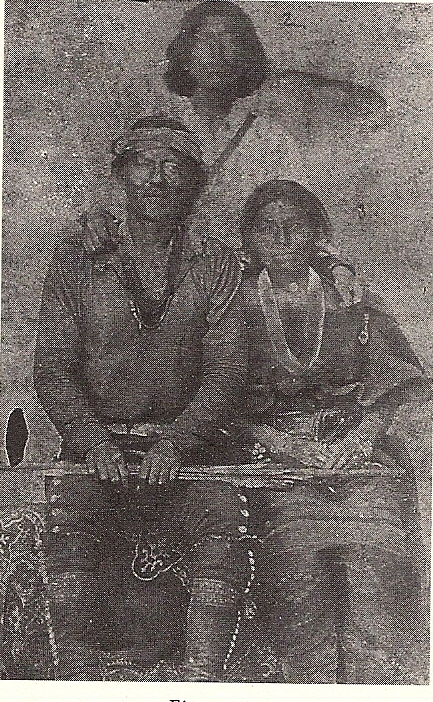
مانوئیلیتو رئیس ناواهو به همراه همسر و پسرش، ۱۸۶۸
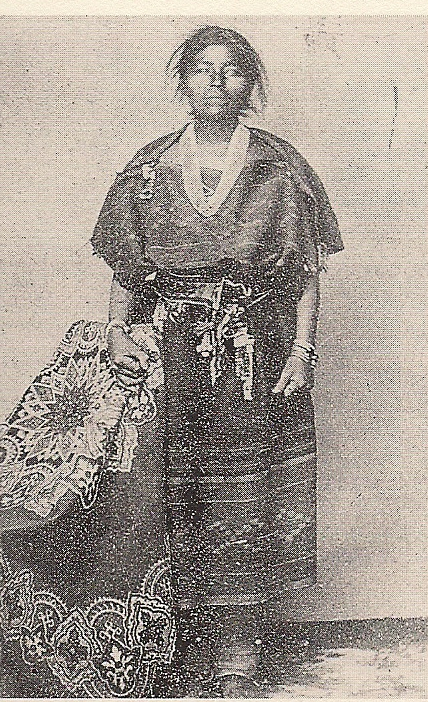
عروس رئیس باربونسیتو، «میکا سه کوئی»، ۱۸۶۸
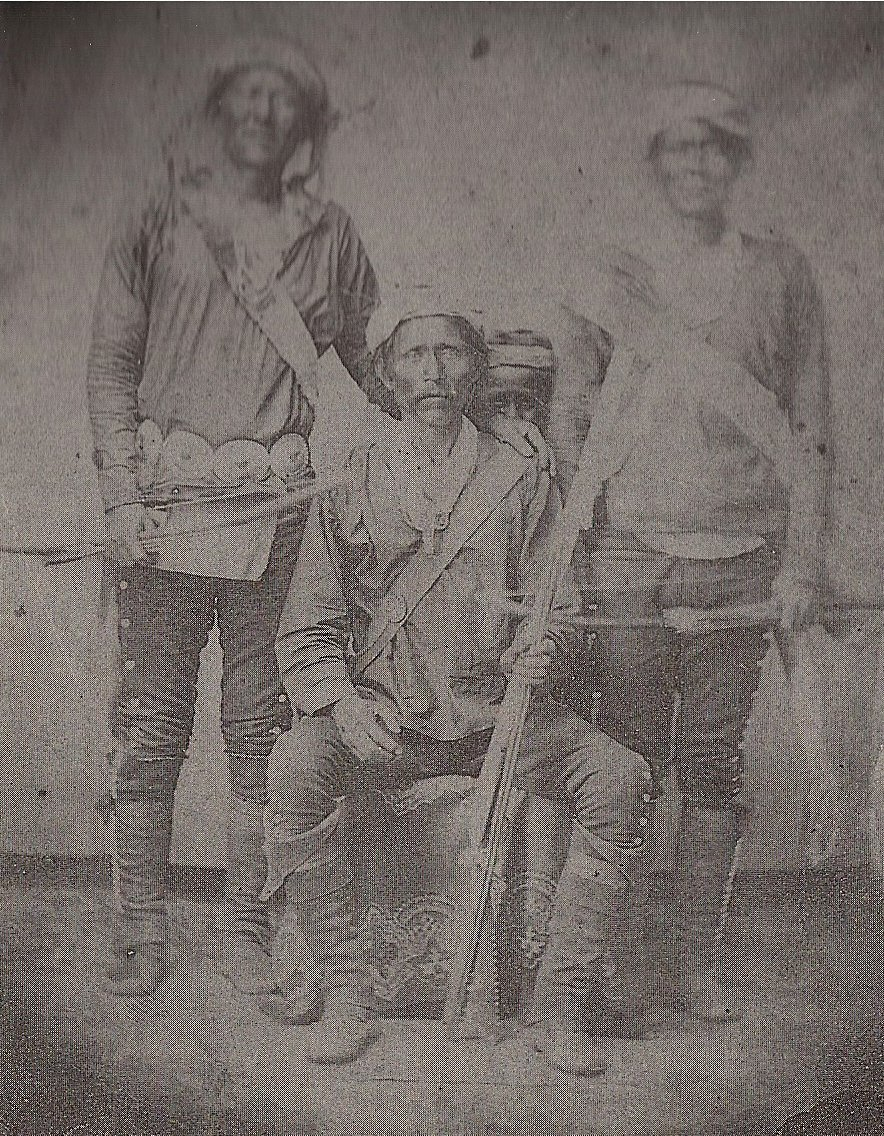
مانوئیلیتو، باربنسیتو و ناواهو پسر و مرد، ۱۸۶۸

### عکس‌ها شخصی ولفشتاین

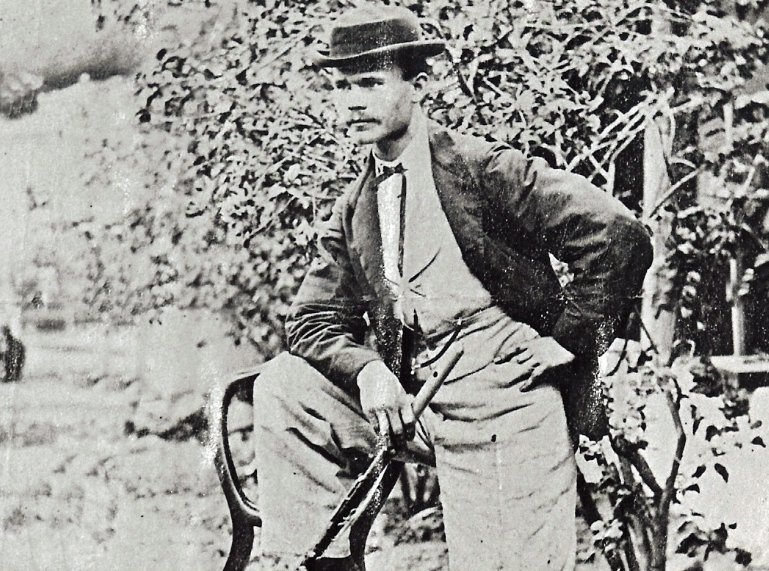
ولفنشتاین در مکزیک، ۱۸۸۵
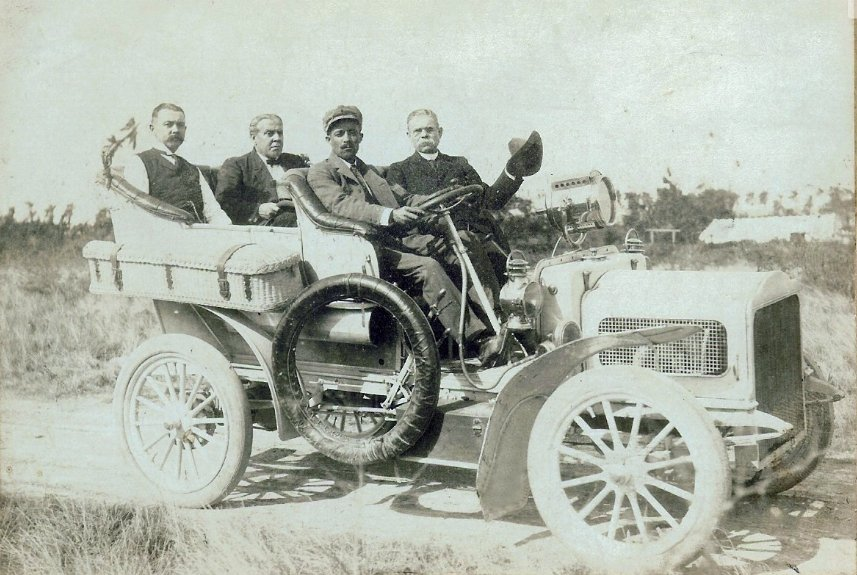
ولفنشتاین در کوبا، ۱۹۰۷
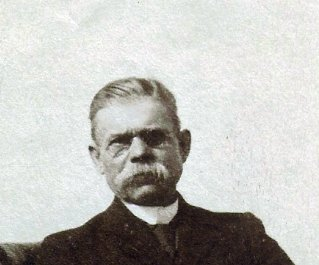
چهره از نزدیک ولفنشتاین، ۱۹۰۷